# Baños de Rioja
Pour les articles homonymes, voir Baños (homonymie) et Rioja.
Baños de Rioja est une commune de la communauté autonome de La Rioja, en Espagne.

## Démographie
| 1900 | 1910 | 1920 | 1930 | 1940 | 1950 | 1960 | 1970 | 1981 |
| ---- | ---- | ---- | ---- | ---- | ---- | ---- | ---- | ---- |
| 235  | 257  | 327  | 383  | 372  | 373  | 353  | 267  | 160  |

| 1991 | 2001 | 2011 | - | - | - | - | - | - |
| ---- | ---- | ---- | - | - | - | - | - | - |
| 127  | 97   | 89   | - | - | - | - | - | - |

## Administration

### Conseil municipal
La ville de Baños de Rioja comptait 91 habitants aux élections municipales du 26 mai 2019. Son conseil municipal (en espagnol : Pleno del Ayuntamiento) se compose donc de 3 élus.
| Parti | Parti                                    | Voix | %     | Élus  |
| ----- | ---------------------------------------- | ---- | ----- | ----- |
|       | Parti socialiste ouvrier espagnol (PSOE) | 62   | 100 % | 3 / 3 |

### Liste des maires
| Mandat    | Maire | Maire                    | Parti                 |
| --------- | ----- | ------------------------ | --------------------- |
| 1979-1983 |       | Antonio García Sáez      | CD                    |
| 1983-1987 |       | ?                        | PSOE                  |
| 1987-1991 |       | Eulogio Martínez Sáenz   | Commission de gestion |
| 1991-1995 |       | Restituto Martínez Pérez | PSOE                  |
| 1995-1999 |       | Rufino Blanco Blanco     | PSOE                  |
| 1999-2003 |       | Emiliano del Val Bañares | PP                    |
| 2003-2007 |       | Jesús Ruíz Quintanilla   | PSOE                  |
| 2007-2011 |       | Jesús Ruíz Quintanilla   | PSOE                  |
| 2011-2015 |       | Jesús Ruíz Quintanilla   | PSOE                  |
| 2015-2019 |       | Jesús Ruíz Quintanilla   | PSOE                  |
| 2019-2023 |       | Jesús Ruíz Quintanilla   | PSOE                  |